# Chuck Hughes
Charles Frederick „Chuck“ Hughes (* 2. März 1943 in Philadelphia, Pennsylvania; † 24. Oktober 1971 in Detroit, Michigan) war ein US-amerikanischer American-Football-Spieler auf der Position des Wide Receivers. Er ist der einzige NFL-Spieler, der auf dem Platz, während eines laufenden Spiels, starb.

## Frühe Jahre
Hughes zog in jungen Jahren mit seiner Familie von Philadelphia, Pennsylvania, nach Texas, wo er die High School in Abilene besuchte. Später ging er auf die University of Texas at El Paso. 2006 wurde Hughes in die UTEP Athletics Hall of Fame aufgenommen.

## NFL
Chuck Hughes wurde im NFL Draft 1967 von den Philadelphia Eagles in der vierten Runde an 99. Stelle ausgewählt. Hier spielte er drei Saisons, ehe er 1970 zu den Detroit Lions getradet wurde. Bei beiden Teams kam er nicht über die Rolle eines Reservespielers hinaus: In fünf Jahren NFL fing er 15 Pässe für 262 Yards.

## Tod
Am 6. Spieltag der NFL-Saison 1971 kam es zur Austragung der Partie Chicago Bears gegen die Detroit Lions im Tiger Stadium in Detroit, Michigan. Spät im Spiel lagen die Lions mit 23:28 hinten, hatten jedoch Ballbesitz. Hughes fing einen 32-Yard-Pass von Quarterback Greg Landry für ein neues erstes Down an der 37-Yard-Linie der Bears. Drei Spielzüge später warf Landry einen Pass zu Tight End Charlie Sanders, welcher jedoch nicht gefangen wurde. Hughes wollte daraufhin zum Huddle laufen, doch brach an der 20-Yard-Linie, neben dem Bears-Spieler Dick Butkus zusammen. Dieser bemerkte direkt den Ernst der Lage und rief die Sanitäter aufs Feld. Hughes wurde ins Henry Ford Hospital gebracht, wo um 17.34 Uhr der Tod festgestellt wurde.
Später wurde festgestellt, dass Hughes an einer nicht diagnostizierten Atherosklerose, genauer einer Koronarthrombose, litt. Er wurde in San Antonio, Texas beerdigt.
Seine Rückennummer 85 wird seitdem bei den Detroit Lions nicht mehr vergeben.